# Joaquim Gonçalves Ledo
Joaquim Gonçalves Ledo (Río de Janeiro, 11 de diciembre de 1781 - Sumidouro, 9 de mayo de 1847) fue un periodista y político brasileño. Fue miembro de la Academia Brasileña de Letras.
Estudió en Portugal, en la Universidad de Coímbra, retornando a Brasil en 1808 para asumir los negocios de su familia. Ingresó en la masonería y en la política luchando a favor de la independencia. El 15 de septiembre de 1821, fundó en Río de Janeiro el periódico Revérbero Constitucional Fluminense en sociedad con Januário da Cunha Barbosa. Es considerado uno de los precursores de la independencia del Brasil y uno de los responsables del  Dia do Fico y por la convocatoria de la primera asamblea constituyente del país.
Se casó con Ana Carolina de Araújo en 1833. Ledo fue fiscal y diputado provincial por Río de Janeiro hastas 1834, cuando abandonó la política y la masonería para vivir en su hacienda de Cachoeiras de Macacu, donde murió a los 66 años de un ataque cardiaco.